# Слесарчук, Данила Игоревич
Данила Игоревич Слесарчук (бел. Даніла Ігаравіч Слесарчук; род. 20 сентября 2001, Мозырь, Гомельская область) — белорусский футболист, нападающий мозырской «Славии».

## Карьера

### «Славия-Мозырь»
Начал заниматься футболом в мозырской СДЮШОР № 1, где первым тренером был Вячеслав Фёдорович Шевчик. В 2013 году перешёл в структуру мозырской «Славии». В 2015 году футболист стал выступать за юношеские команды клуба в рамках юношеского первенства Беларуси по футболу. В 2019 году стал игроком дублирующего состава, где быстро закрепился и стал одним из ключевых игроков команды.
В начале 2022 года футболист стал готовиться к сезону с основной командой мозырского клуба. Дебютировал за клуб в матче Кубка Беларуси 22 июня 2022 года против «Молодечно-2018», выйдя на замену на 84 минуте. На протяжении всего остального сезона сезона оставался игроком скамейки запасных. Дебютировал в Высшей лиге 6 ноября 2022 года в матче против бобруйской «Белшины». В своём дебютном сезоне за клуб сыграл в 3 матчах во всех турнирах.

#### Аренда в «Лиду»
В феврале 2023 года футболист на правах арендного соглашения присоединился к «Лиде» до конца сезона. Дебютировал за клуб 1 апреля 2023 года в матче против «Осиповичей». Дебютным голами за клуб отличился 14 апреля 2023 года в матче против гомельского «Бумпрома», оформив хет-трик. В матче 19 ноября 2023 года против «Молодечно-2018» футболист отличился забитым дублем. На протяжении сезона футболист был одним из основных игроков клуба, отличившись 9 забитыми голами и результативной передачей во всех турнирах. По итогу сезона вместе с клубом завершил чемпионат на итоговом десятом месте. В декабре 2023 года футболист покинул клуб по окончании срока арендного соглашения. Впоследствии, однако, вернулся в Лиду. В 2024 году у футболиста обнаружились проблемы с работой сердца. Восстанавливаться пришлось около полугода.
В январе 2025 года примкнул к «Сморгони» в качестве свободного агента. В высшей лиге-2025 провел 6 матчей и забил 1 гол. Летом 2025 года завершил игровую карьеру по собственному желанию.

## Семья
Отец Игорь Слесарчук профессиональный футболист, выступавший в национальной сборной Латвии, футбольный тренер.